# Catalina Saavedra
Catalina Saavedra Pérez (Valparaíso, 8 de enero de 1968) es una actriz chilena de teatro, cine y televisión  ganadora de tres Altazor, dos como mejor actriz de teatro y otro a mejor actriz de Cine y de un premio Sundance como mejor actriz. Es más conocida por haber interpretado el papel protagonista en la galardonada película La nana, donde representó a dicho personaje.
En 2024 fue reconocida con el Premio Nacional de Humor en Chile.

## Biografía

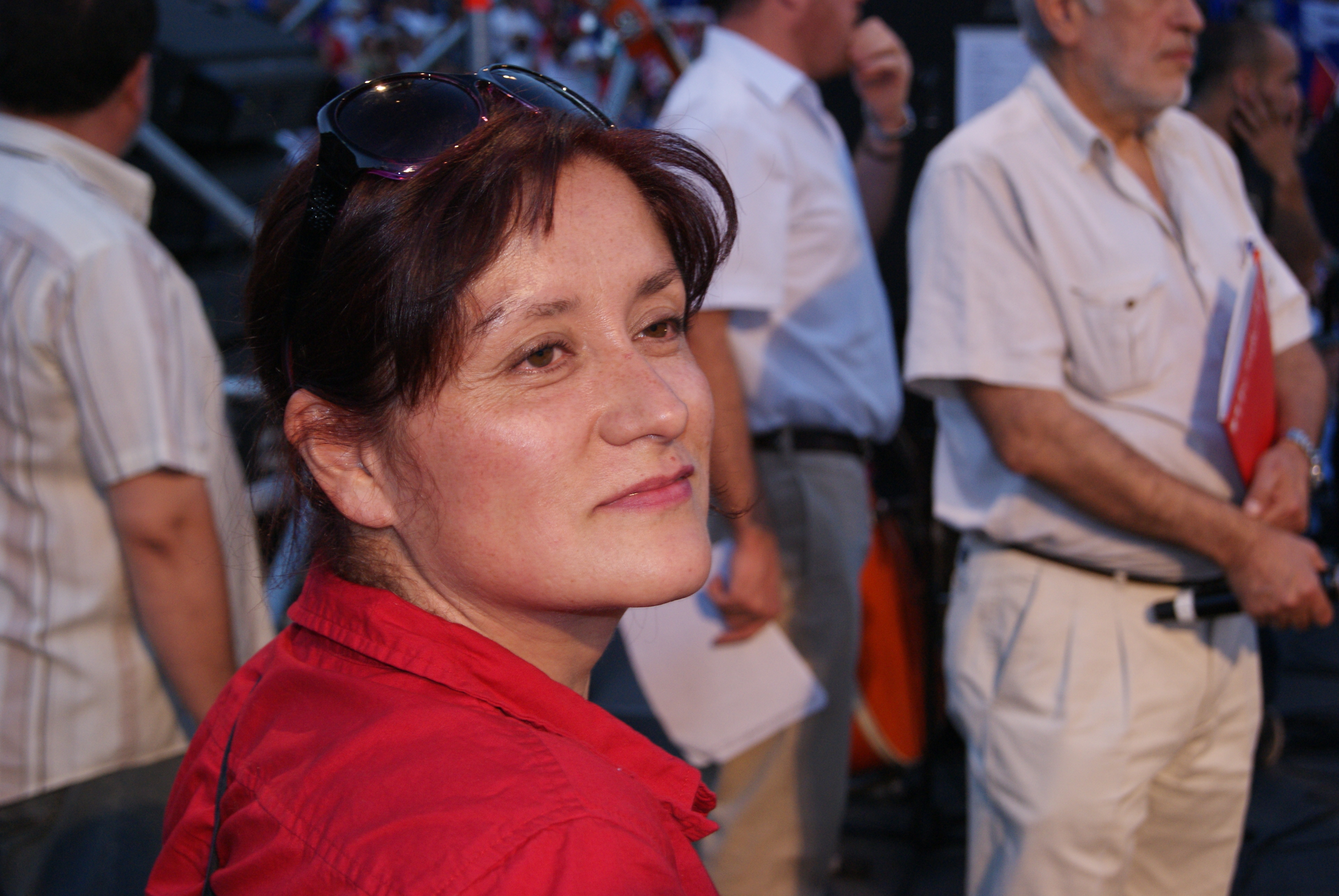
Saavedra en diciembre de 2009.

Hija del escritor y dramaturgo Omar Saavedra Santis y de Mariana Pérez, a los 10 años comenzó sus estudios de teatro, en los cerros de Valparaíso y el sector de Playa Ancha -donde pasó su niñez- como telón. Es egresada de la Escuela de Teatro Imagen (donde ingresó en 1987) dirigida por Gustavo Meza (Premio Nacional de Artes de la Representación y Audiovisuales de Chile). Estudió además teatro experimental en Barcelona.
Para el año 2008 fue ganadora del premio Altazor como mejor actriz de teatro por su participación el la obra Las brutas.
Debido a su éxito mediático a nivel mundial producto de su actuación en la película La Nana, dirigida por Sebastián Silva, fue invitada para formar parte del jurado de la edición número 32 del Festival de Cine de Moscú que se llevó a cabo en junio del 2010. Durante su visita a Moscú dio una entrevista al reconocido presentador Mauricio Ampuero de la cadena RT en español, afirmando que no le interesa internacionalizar su carrera y que le preocupa la calidad de la cultura y el arte en América Latina. En diciembre del mismo año el crítico Peter Bradshaw del diario The Guardian destacó a la actriz como una de las mejores del año. Compartió el cetro con actrices como Rachel Weisz, Isabelle Huppert, Kristin Scott-Thomas, Kim Hye-ja, Jennifer Lawrence, Annette Bening, Lesley Manville, Marina Hands y Marissa Gibson.

## Filmografía

### Cine
| Año  | Título                                           | Papel                       | Notas                                           | Ref.   |
| ---- | ------------------------------------------------ | --------------------------- | ----------------------------------------------- | ------ |
| 1994 | Hasta en las mejores familias                    | Jessica                     | Debut cinematográfico                           | [ 10 ] |
| 1997 | El bidón                                         |                             | Cortometraje                                    | [ 11 ] |
| 1998 | Volando voy                                      |                             | Cortometraje                                    | [ 12 ] |
| 2001 | Amanda, antes de la lluvia                       |                             | Cortometraje                                    | [ 13 ] |
| 2002 | La perra                                         |                             | Cortometraje                                    | [ 14 ] |
| 2006 | Idiotez ¿Cómo está Ud?                           |                             | Cortometraje                                    | [ 15 ] |
| 2007 | Normal con alas                                  | Carmen Cecilia Salfate      |                                                 | [ 16 ] |
| 2007 | La vida me mata                                  | Chabe                       |                                                 | [ 17 ] |
| 2008 | Mami te amo                                      |                             |                                                 | [ 18 ] |
| 2008 | Secretos                                         |                             |                                                 | [ 19 ] |
| 2008 | ChilePuede                                       | Magda                       |                                                 | [ 20 ] |
| 2008 | 31 minutos, la película                          | Cachirula de los Cachirulos | Película animada; doblaje al español de América | [ 21 ] |
| 2009 | La nana                                          | Raquel                      |                                                 | [ 22 ] |
| 2009 | El baile de la Victoria                          | Madre Ángel                 |                                                 | [ 23 ] |
| 2010 | Un nuevo baile                                   | Sobrina                     | Cortometraje                                    | [ 24 ] |
| 2010 | Gatos viejos                                     | Hugo (Beatriz)              |                                                 | [ 25 ] |
| 2011 | Quiero entrar                                    |                             |                                                 | [ 26 ] |
| 2011 | La jubilada                                      | Georgina Neira              |                                                 | [ 27 ] |
| 2011 | La lección de pintura                            | Leontina                    |                                                 | [ 28 ] |
| 2012 | Isidora                                          | Ella misma                  | Película documental                             | [ 29 ] |
| 2012 | Caleuche, el llamado del mar                     | Aurora                      |                                                 | [ 30 ] |
| 2012 | La pasión de Michelangelo                        | Irma                        |                                                 | [ 31 ] |
| 2012 | Bahía azul                                       |                             |                                                 | [ 32 ] |
| 2012 | Joven y alocada                                  | Mujer convertida            |                                                 | [ 33 ] |
| 2013 | Las niñas Quispe                                 | Lucía Quispe                |                                                 | [ 34 ] |
| 2013 | El árbol magnético                               | Carla                       |                                                 | [ 35 ] |
| 2014 | Neruda                                           |                             |                                                 | [ 36 ] |
| 2014 | Desastres naturales                              | Valentina                   |                                                 | [ 37 ] |
| 2014 | (09)                                             |                             |                                                 | [ 38 ] |
| 2015 | Las cosas simples                                |                             | Cortometraje                                    | [ 39 ] |
| 2015 | El silencio de Isla Dawson                       |                             | Cortometraje documental                         | [ 40 ] |
| 2015 | La mujer de barro                                | María                       |                                                 | [ 41 ] |
| 2016 | Y todo el cielo cupo en el ojo de la vaca muerta |                             | Cortometraje                                    | [ 42 ] |
| 2017 | Un día cualquiera                                | Dánisa                      |                                                 | [ 43 ] |
| 2017 | La mentirita blanca                              | Leontina                    |                                                 | [ 44 ] |
| 2018 | Marilyn                                          | Olga                        |                                                 | [ 45 ] |
| 2018 | Un domingo de julio en Santiago                  |                             |                                                 | [ 46 ] |
| 2019 | Soy sola                                         | Margarita                   | Cortometraje                                    | [ 47 ] |
| 2019 | Ema                                              | Marcela                     |                                                 | [ 48 ] |
| 2020 | La amplitud modulada                             |                             | Cortometraje                                    | [ 49 ] |
| 2020 | Crisis                                           |                             | Cortometraje                                    | [ 50 ] |
| 2021 | Diablada                                         | Rosaura Meneses             |                                                 | [ 51 ] |
| 2021 | La mirada incendiada                             |                             |                                                 | [ 52 ] |
| 2023 | Rotting in the Sun                               | Verónica                    |                                                 | [ 53 ] |
| 2023 | Problemista                                      | Dolores                     |                                                 | [ 54 ] |

### Vídeos musicales
| Año  | Título   | Artista                            | Papel             | Ref.   |
| ---- | -------- | ---------------------------------- | ----------------- | ------ |
| 2017 | La Funa  | Joe Vasconcellos & Moral Distraída | La jefa           | [ 55 ] |
| 2019 | Pillanes | Pillanes                           | Mujer deambulante | [ 56 ] |

### Televisión
| Serie de televisión | Serie de televisión    | Serie de televisión        | Serie de televisión |
| Año                 | Series                 | Rol                        | Canal               |
| ------------------- | ---------------------- | -------------------------- | ------------------- |
| 1995                | Amor a domicilio       | Brígida Gómez              | Canal 13            |
| 1996                | Adrenalina             | Raquel Trujillo            | Canal 13            |
| 1997                | Playa salvaje          | Susana Cáceres             | Canal 13            |
| 1999                | Fuera de control       | Pamela Duarte              | Canal 13            |
| 2000                | Sabor a ti             | Virginia Solano            | Canal 13            |
| 2001                | Piel canela            | Talula Vargas              | Canal 13            |
| 2002                | Buen partido           | Rita Ramírez               | Canal 13            |
| 2004                | Ídolos                 | Rita Riquelme              | TVN                 |
| 2006                | Los Venegas            | Josefina López             | TVN                 |
| 2007                | Fortunato              | Dulcinea Santos            | Mega                |
| 2010                | Volver a mí            | Julia Lafuente             | Canal 13            |
| 2013                | Ecos del desierto      | Marta Bertoni              | Chilevisión         |
| 2015                | Matriarcas             | Constanza Ríos             | TVN                 |
| 2016                | Bala loca              | Patricia Fuenzalida        | Chilevisión         |
| 2017                | Una historia necesaria | Ana González de Recabarren | 13C                 |
| 2020                | Helga y Flora          | Flora Gutiérrez            | Canal 13            |

- Jaguar Yu (1992),  en varios personajes.
- Amor a domicilio, la comedia (1996) como Brígida.
- Geografía del deseo (2004), como Marisa.
- Los Galindo (2005), temporada 1, episodio 1.
- Loco por ti (2005), temporada 4, episodio 2.
- Los simuladores (2005), temporada 1, episodios 1, 3, 4 y 8.
- La Nany (2005), temporada 1, episodios 8 y 76.
- La otra cara del espejo (2006), temporada 1, episodio 1.
- Urgencias (2006), temporada 2, episodio 9.
- Huaiquimán y Tolosa (2006), temporada 1, episodio 8.

### Programas de televisión
- Dudo 13C, (2013) - Invitada
- Mentiras verdaderas La Red TV, (2017) - invitada

## Teatro
- El despertar (1991-1997).
- Pervertimentos y otros gestos para nada (1993).
- La noche de la iguana (1994).
- Muerte de un funcionario público (1995).
- Telarañas (1996, 1998).
- Sht (2000).
- Ojos rotos (2001-2002).
- Firmas para el amor (2001-2002), Asistente de Dirección callejero.
- Circulando (2003).
- Ni ahí (2004).
- Inocencia (2004).
- En la sangre (2004).
- Putas errantes (2005-2006).
- El lugar de la misericordia (2006), Asistente de Dirección.
- Las Gallinas (2007).
- Las Brutas (2007).
- Los Mountainbikers (2008).
- Diatriba de la victoria (2009).
- Equívoca fuga de señorita apretando un pañuelo de encaje sobre su pecho (2009).
- Gladys (2011)
- Aquí están (2013)
- Víctor sin Víctor Jara (2013-14)
- De Rokha Trilogía de Tiernos y Feroces (2014)
- La viuda de Apablaza (2016)

### Vídeos musicales
| Año  | Título      | Artista                            | Dirección          |
| ---- | ----------- | ---------------------------------- | ------------------ |
| 2017 | La Funa     | Joe Vasconcellos & Moral Distraída | Tomas Alzamora     |
| 2019 | Pillanes    | Pillanes                           | Diego Rojas Sastre |
| 2022 | De Mañanita | Chumbekes & Pollo González         | Tomás Alzamora     |

## Café-concert
- TV cable 90 (1992), Colectivo.

## Premios y nominaciones

### Teatro
| Año  | Premio                                      | Categoría                               | Obra            | Resultado |
| ---- | ------------------------------------------- | --------------------------------------- | --------------- | --------- |
| 2008 | Premio Altazor                              | Artes escénicas, Mejor Actriz de Teatro | Las Brutas      | Ganadora  |
| 2012 | Premio Altazor                              | Artes escénicas, Mejor Actriz de Teatro | Gladys          | Ganadora  |
| 2021 | Premio Círculo de Críticos de Arte de Chile | Mejor Actriz de Teatro                  | Paren la música | Ganadora  |

### Cine
| Año  | Premio                                                             | Categoría                                  | Película            | Resultado |
| ---- | ------------------------------------------------------------------ | ------------------------------------------ | ------------------- | --------- |
| 2007 | SANFIC                                                             | Mención Especial                           | La vida me mata     | Ganadora  |
| 2009 | Festival Internacional de Cine de Guadalajara                      | Mejor Actriz                               | La nana             | Ganadora  |
| 2009 | Festival de Cine Iberoamericano de Huelva                          | Mejor Actriz                               | La nana             | Ganadora  |
| 2009 | Turin Film Festival                                                | Mejor Actriz                               | La nana             | Ganadora  |
| 2009 | Biarritz Film Festival                                             | Mejor Actriz                               | La nana             | Ganadora  |
| 2009 | Festival de Cine de Cartagena                                      | Mejor Actriz                               | La nana             | Ganadora  |
| 2009 | Festival Internacional de Cine de Miami                            | Mejor Actriz                               | La nana             | Ganadora  |
| 2009 | Festival Internacional del Nuevo Cine Latinoamericano de La Habana | Mejor Actriz                               | La nana             | Ganadora  |
| 2009 | Festival de Cine de Sundance                                       | World Cinema Special Jury Prize for Acting | La nana             | Ganadora  |
| 2009 | Premios People en Español                                          | Mejor actriz                               | La nana             | Nominada  |
| 2009 | Premios Gotham                                                     | Actor Revelación                           | La nana             | Ganadora  |
| 2009 | Premios Satellite                                                  | Mejor actriz - Drama                       | La nana             | Nominada  |
| 2010 | Premios Dorian                                                     | Film performance of the year               | La nana             | Nominada  |
| 2010 | Premios Pedro Sienna                                               | Mejor Interpretación Protagónica Femenina  | La nana             | Ganadora  |
| 2010 | Premio Altazor                                                     | Artes Audiovisuales - Mejor Actriz         | La nana             | Ganadora  |
| 2012 | Premios Pedro Sienna                                               | Mejor Interpretación Secundaria Femenina   | Gatos Viejos        | Nominada  |
| 2016 | Premios Caleuche                                                   | Mejor Actriz de Soporte en Cine            | Desastres Naturales | Nominada  |
| 2016 | Premios Pedro Sienna                                               | Mejor Interpretación Protagónica Femenina  | La Mujer de Barro   | Ganadora  |
| 2018 | Premios Caleuche                                                   | Mejor Actriz de Soporte en Cine            | La Mentirita Blanca | Ganadora  |
| 2021 | Premios Caleuche                                                   | Mejor Actriz de Soporte en Serie           | Casa de Angelis     | Ganadora  |
| 2023 | Premios Pedro Sienna                                               | Mejor Interpretación Secundaria Femenina   | El castigo          | Ganadora  |